# 人間開花
『人間開花』（にんげんかいか）は、RADWIMPSのメジャー6枚目、通算8枚目のスタジオ・アルバム。2016年11月23日にユニバーサルミュージック内のレーベル、EMI Recordsから発売された。

## 背景とリリース
前作『×と○と罪と』からは約3年ぶりのオリジナルアルバムリリースとなる。映画『君の名は。』の主題歌「前前前世」、「スパークル」のオリジナルバージョンなどを収録している。
収録シングルは「記号として/‘I’ Novel」のみだが、RADWIMPS名義で発売されたサウンドトラック『君の名は。』が実質的に先行シングルとして機能している。
ジャケットのモデルはモトーラ世理奈。永戸鉄也がアートディレクションを担当した。
サウンドトラック『君の名は。』より2作連続で、オリジナルアルバムとしては初のオリコンランキング1位を獲得した。
前作以降にリリースされたシングルで、「ピクニック」は未収録となった。
初回限定盤と通常盤の2形態でリリース。後にアナログ盤もリリースされた。
| 形態                   | 規格   | 規格品番     |
| ---------------------- | ------ | ------------ |
| 初回限定盤             | CD+DVD | UPCH-29241   |
| 通常盤                 | CD     | UPCH-20436   |
| 完全生産限定アナログ盤 | 2LP    | UPJH-20006/7 |

## プロモーション
アルバムの発売に先駆けて、初回限定盤に付属するDVDに、映画『君の名は。』の映像を使用した『スパークル [original ver.]』のミュージックビデオが収録されることが発表された。それに伴い、『スパークル [original ver.] -Your name. Music Video edition- 予告編』が10月27日にYouTubeで公開された。公開から約2年9ヶ月後の2020年7月18日に、再生回数が1億回を突破した。

## チャート成績
『人間開花』は、自身最高となる初週売上206,091枚を記録し、12月5日付のBillboard Japan Hot Albums/オリコン週間アルバムランキングにて首位を獲得した。続く2週目に総合チャートで順位を1つ落としたものの、ダウンロード部門では1位を維持。2週連続ダウンロード首位を記録した。3週目には再び総合チャートで首位へ返り咲き、その後も8週連続TOP10入りを果たした。最終的に、チャートイン回数は59週を数えた。

## 評価

### 受賞
| 年     | 音楽賞              | 結果 | 出典  |
| ------ | ------------------- | ---- | ----- |
| 2017年 | 第9回CDショップ大賞 | 入賞 | [ 3 ] |

## ミュージック・ビデオ
光
監督：山戸結希
少女2人の抑圧された感情が自由な世界へ解き放たれていく過程が表現されており、全編モノクロで構成されている。2016年11月18日にYouTubeで公開された。
前前前世 [original ver.]
監督：川橋勇紀
「movie ver.」とは微妙に映像が異なる。アルバム発売日の翌日である2016年11月24日にYouTubeで公開された。
週刊少年ジャンプ
漫画雑誌『週刊少年ジャンプ』とのコラボレーションミュージックビデオが2017年1月30日に5月10日までの期間限定で公開された。この楽曲を聴いた同雑誌のスタッフ陣が深く感銘を受けたことをきっかけに実現。歌詞とリンクして同雑誌で連載されているタイトルの名場面が次々と現れるミュージックビデオに仕上がっている。
スパークル [original ver.] –Your name. Music Video edition-
監督：新海誠 / アニメーション製作：CoMix Wave Films
監督が映画『君の名は。』を新たに編集し、加えてこのミュージックビデオのために新たに描き下ろされたカットも登場する。
YouTubeには予告編が公開されており、1億回再生を突破している。

## 収録内容
| 全作詞・作曲: 野田洋次郎、全編曲: RADWIMPS。 |                                |            |            |      |
| #                                            | タイトル                       | 作詞       | 作曲・編曲 | 時間 |
| 1.                                           | 「Lights go out」              | 野田洋次郎 | 野田洋次郎 | 2:58 |
| 2.                                           | 「光」                         | 野田洋次郎 | 野田洋次郎 | 4:00 |
| 3.                                           | 「AADAAKOODAA」                | 野田洋次郎 | 野田洋次郎 | 3:05 |
| 4.                                           | 「トアルハルノヒ」             | 野田洋次郎 | 野田洋次郎 | 5:37 |
| 5.                                           | 「前前前世 [original ver.]」   | 野田洋次郎 | 野田洋次郎 | 4:35 |
| 6.                                           | 「‘I’ Novel」                  | 野田洋次郎 | 野田洋次郎 | 5:57 |
| 7.                                           | 「アメノヒニキク」             | 野田洋次郎 | 野田洋次郎 | 5:38 |
| 8.                                           | 「週刊少年ジャンプ」           | 野田洋次郎 | 野田洋次郎 | 5:51 |
| 9.                                           | 「棒人間」                     | 野田洋次郎 | 野田洋次郎 | 4:43 |
| 10.                                          | 「記号として」                 | 野田洋次郎 | 野田洋次郎 | 5:13 |
| 11.                                          | 「ヒトボシ」                   | 野田洋次郎 | 野田洋次郎 | 4:19 |
| 12.                                          | 「スパークル [original ver.]」 | 野田洋次郎 | 野田洋次郎 | 6:48 |
| 13.                                          | 「Bring me the morning」       | 野田洋次郎 | 野田洋次郎 | 0:54 |
| 14.                                          | 「O&O」                        | 野田洋次郎 | 野田洋次郎 | 4:33 |
| 15.                                          | 「告白」                       | 野田洋次郎 | 野田洋次郎 | 6:41 |
| 合計時間:                                    | 合計時間:                      | 70:52      |            |      |

| 監督: 谷總志・山口貴史。 |                    |      |            |
| #                        | タイトル           | 作詞 | 作曲・編曲 |
| 1.                       | 「トレモロ」       |      |            |
| 2.                       | 「ます。」         |      |            |
| 3.                       | 「透明人間18号」   |      |            |
| 4.                       | 「億万笑者」       |      |            |
| 5.                       | 「π」              |      |            |
| 6.                       | 「有心論」         |      |            |
| 7.                       | 「ピクニック」     |      |            |
| 8.                       | 「25ｺ目の染色体」  |      |            |
| 9.                       | 「DADA」           |      |            |
| 10.                      | 「いいんですか？」 |      |            |
| 11.                      | 「君と羊と青」     |      |            |
| 12.                      | 「会心の一撃」     |      |            |
| 13.                      | 「ふたりごと」     |      |            |

| #  | タイトル                                                        | 作詞 | 作曲・編曲 | 監督   |
| -- | --------------------------------------------------------------- | ---- | ---------- | ------ |
| 1. | 「スパークル [original ver.] –Your name. Music Video edition-」 |      |            | 新海誠 |

## 楽曲解説
Lights go out
全英詞。「『君の名は。』のド頭に流れるイメージで作ったんだけど、英語がネックになって採用されなかったんだよね。」と、野田は語っている。次曲「光」との曲間がない。
光
前曲「Lights go out」との曲間がない。「最後の最後まで『君の名は。』の劇伴に入れるか迷った曲で、『前前前世』か『光』で迷ってた。」と野田は語っている。
AADAAKOODAA
「ほぼ最後に作った曲で、『人間開花』の次に向かうべき欠片のような曲を残したいという思いがあって。」と、野田は語っている。
トアルハルノヒ
「バンドを始めて最初の2〜3年じゃあり得なかったことですけど、“小学生の時から聴いてます”みたいな人が、今では当たり前に20歳になってたりとかして、その度に毎回驚かされるんです。僕らは同じ面子で、同じスタジオで、同じ空気を吸って、同じ弁当と出前を食って、唯一違うのは作り出す音楽だけ。そこにある宇宙はまったく変わってないのに、それを聴いてる人たちは小学生から大人になってる。それに気付いた時に、自分たちがミュージシャンであり、バンドマンであることに一番感動するんですよね。」と野田は語っている。
前前前世 [original ver.]
実際に映画『君の名は。』の劇中で使用されているバージョンである。これはサントラ完成後に野田が歌詞を追加したバージョンを完成形として製作し、それを聴いた新海が気に入ったため劇中のシーンを一部カットして急遽差し替えたためだという。演奏時間は「movie ver.」より短くなっている。
アルバム発売直後からアルバムツアーまではこのoriginal ver.で演奏されていたが、その後のライブでは大サビを歌わないmovie ver.での披露が主となっている。
2016年に出演した「ミュージックステーション」ではmovie ver.が披露されたのに対し、大みそかに出演した「第67回NHK紅白歌合戦」ではこちらのバージョンが披露された。
RADWIMPSの楽曲の中でも屈指の知名度だが、2018年以降国内公演で演奏されることはまれである。
2019年夏にスピッツがいくつかのライブでカバーしている。
‘I’ Novel
18thシングル表題曲。
東京メトロのキャンペーン「Find my Tokyo.」の第3弾CM「『私を惹きつける池袋』篇」のCMソングとして書き下ろした。
アメノヒニキク

週刊少年ジャンプ
曲名の通り漫画誌「週刊少年ジャンプ」がテーマの曲。メンバーは同雑誌を愛読して育ったこともあり、今作の中でも特に思い入れの強い楽曲だという。
棒人間
日本テレビ系ドラマ『フランケンシュタインの恋』主題歌。RADWIMPSがドラマ主題歌を担当するのはこの曲が初めてとなる。
リリース以降も当アルバムの中でライブで演奏されることが1番多い。
記号として
18thシングル表題曲。
ライブで披露されたことはリリース以降1度もなく、アルバムのリリースツアーでも披露されなかった。ただし、メンバー本人は演奏していて楽しいと発言している。
ヒトボシ
「ライブではっちゃけられる曲を作りたい」という思いから始まった曲であるが、リリース以降ライブで披露されたことは一度もない。
スパークル [original ver.]
「movie ver.」より2分ほど短くなっている。
「君の名は。」関連楽曲の中では比較的多くライブで演奏されている。
『君の名は。』収録の「三葉のテーマ」とセットで披露されることがある。
Bring me the morning
インスト曲。
O&O
読み方は「オーアンドオー」
One＆Onlyの頭文字で『唯一無二』という意味である。
告白
武田の結婚を祝した曲。2014年の『RADWIMPS GRAND PRIX 2014 実況生中継』の6月29日神戸ワールド記念ホール公演で未発表新曲として披露されていた。

## ツアー
本作を携えたライブツアー「Human Bloom Tour 2017」を開催。
| 日程                  | 開場/開演   | 都道府県 | 会場                                                 |
| --------------------- | ----------- | -------- | ---------------------------------------------------- |
| 2017年2月25日(土)     | 17:00/18:00 | 福岡県   | マリンメッセ福岡                                     |
| 2017年2月26日(日)     | 16:30/17:30 | 福岡県   | マリンメッセ福岡                                     |
| 2017年3月2日(木)      | 18:00/19:00 | 愛媛県   | 愛媛県武道館                                         |
| 2017年3月7日(火)      | 18:00/19:00 | 神奈川県 | 横浜アリーナ                                         |
| 2017年3月8日(水)      | 18:00/19:00 | 神奈川県 | 横浜アリーナ                                         |
| 2017年3月11日(土)     | 17:00/18:00 | 大阪府   | 大阪城ホール                                         |
| 2017年3月12日(日)     | 16:30/17:30 | 大阪府   | 大阪城ホール                                         |
| 2017年3月18日(土)     | 17:00/18:00 | 北海道   | 北海道総合体育センター 北海きたえーる                |
| 2017年3月25日(土)     | 17:00/18:00 | 宮城県   | 宮城・セキスイハイムスーパーアリーナ(グランディ・21) |
| 2017年3月26日(日)     | 16:30/17:30 | 宮城県   | 宮城・セキスイハイムスーパーアリーナ(グランディ・21) |
| 2017年4月1日(土)      | 17:00/18:00 | 愛知県   | 名古屋 日本ガイシホール                              |
| 2017年4月2日(日)      | 16:30/17:30 | 愛知県   | 名古屋 日本ガイシホール                              |
| 2017年4月8日(土)      | 17:00/18:00 | 広島県   | 広島グリーンアリーナ                                 |
| 2017年4月9日(日)      | 16:30/17:30 | 広島県   | 広島グリーンアリーナ                                 |
| 2017年4月15日(土)     | 17:00/18:00 | 福井県   | サンドーム福井                                       |
| 2017年4月22日(土)     | 17:00/18:00 | 兵庫県   | 神戸ワールド記念ホール                               |
| 2017年4月23日(日)     | 16:30/17:30 | 兵庫県   | 神戸ワールド記念ホール                               |
| 2017年4月29日(土・祝) | 16:30/17:30 | 埼玉県   | さいたまスーパーアリーナ                             |
| 2017年4月23日(日)     | 16:30/17:30 | 埼玉県   | さいたまスーパーアリーナ                             |
| 2017年5月9日(火)      | 18:00/19:00 | 東京都   | 日本武道館                                           |
| 2017年5月10日(水)     | 18:00/19:00 | 東京都   | 日本武道館                                           |

## 演奏
- 野田洋次郎：Vocal, Guitar, Piano
- 桑原彰：Guitar
- 武田祐介：Bass
- 山口智史：Drums（6,10）

### サポート
- 森瑞希：Drums（1〜5、7〜9、11〜15）

## チャートと売上
| チャート（2016年）              | 最高 順位 |
| ------------------------------- | --------- |
| Billboard Japan Hot Albums      | 1         |
| Billboard Japan Top Album Sales | 1         |
| オリコン週間アルバムチャート    | 1         |

| チャート（2016年）              | 順位 |
| ------------------------------- | ---- |
| Billboard Japan Hot Albums      | 22   |
| オリコン年間アルバムチャート    | 15   |
| チャート（2017年）              | 順位 |
| Billboard Japan Hot Albums      | 15   |
| Billboard Japan Download Albums | 18   |
| オリコン年間アルバムチャート    | 60   |

### 認定とセールス
| 国/地域                                             | 認定     | 認定/売上数                        |
| --------------------------------------------------- | -------- | ---------------------------------- |
| 日本 (RIAJ)                                         | プラチナ | 326,000（フィジカルCD) (オリコン)  |
| 日本 (RIAJ)                                         | N/A      | 16,600（デジタル配信）（オリコン） |
| * 認定のみに基づく売上数 ^ 認定のみに基づく出荷枚数 |          |                                    |